# 一屋町
一屋町（ひとつやちょう）は、愛知県大府市にある地名。現行行政地名は一屋町一丁目から一屋町五丁目。

## 地理
大府市の中央部に位置している。

### 河川
- 石ヶ瀬川

## 歴史
- 2011年（平成23年）10月8日 - 区画整理事業により、一屋町を設置[1]。

## 世帯数と人口
2019年（令和元年）7月31日現在の世帯数と人口は以下の通りである。
| 町丁   | 世帯数  | 人口    |
| ------ | ------- | ------- |
| 一屋町 | 958世帯 | 2,107人 |

### 人口の変遷
国勢調査による人口の推移
| 2015年（平成27年） | 1,906人 | [ 6 ] |  |

## 学区
市立小・中学校に通う場合、学区は以下の通りとなる。
| 丁目         | 小学校             | 中学校                                    |
| ------------ | ------------------ | ----------------------------------------- |
| 一屋町一丁目 | 大府市立共長小学校 | 大府市立大府北中学校                      |
| 一屋町二丁目 | 大府市立共長小学校 | 大府市立大府北中学校                      |
| 一屋町三丁目 | 大府市立大府小学校 | 大府市立大府中学校                        |
| 一屋町四丁目 | 大府市立共長小学校 | 大府市立大府北中学校 大府市立大府西中学校 |
| 一屋町五丁目 | 大府市立共長小学校 | 大府市立大府西中学校                      |

## 交通
- 愛知県道248号名和大府線

## 施設
- リネットジャパンリサイクル本社
- 木曽路名古屋工場
- 一ツ屋公園
- 鞍流瀬川公園

## その他

### 日本郵便
- 郵便番号 : 474-0055[4]（集配局：大府郵便局[9]）。